# Heterarmia pallescens
Heterarmia pallescens är en fjärilsart som beskrevs av Max Joseph Bastelberger 1909. Heterarmia pallescens ingår i släktet Heterarmia och familjen mätare. Inga underarter finns listade i Catalogue of Life.